# David Gould
Pour les articles homonymes, voir Gould.
David L. Gould (né le 9 janvier 1873 à Galston en Écosse et mort à une date et à un lieu inconnu) était un joueur et entraîneur de football écossais et américain.

## Biographie

### Joueur
Gould grandit en jouant au football en Écosse avant d'immigrer aux États-Unis en 1891, à l'âge de 18 ans. À son arrivée, il joue tout d'abord à Philadelphia Athletic de la Pennsylvania League. Certaines autres sources telles que les archives du Hall of Fame affirment qu'il joua aux Philadelphia Phillies en American League of Association Football. Aux Phillies, lors d'un match contre Boston le 20 octobre 1894, il marque un but. Certains journaux l'appelaient Gold au lieu de Gould, et c'est pour cette raison que l'on ne connait pas exactement toute sa carrière. Gould joue également pour John A. Manz FC, vainqueur en 1897 de l'American Challenge Cup, pour les Thistles, les British-Americans et les Eagles.

### Entraîneur
En 1911, Gould devient l'entraîneur assistant de l'équipe de l'University of Pennsylvania. Il les entraîne jusqu'à ses problèmes de santé, où il est remplacé par le membre du Hall of Fame Jimmy Mills en 1938. Chaque année, l'University of Pennsylvania remet le L. Gould Trophy aux meilleurs joueurs de l'équipe.
En 1934, Gould est appelé pour être sélectionneur et entraîneur de l'équipe des USA à la coupe du monde 1934. Pour s'y qualifier, la sélection doit faire un match d'appui contre le Mexique à Rome. Ils gagnent ce match mais sont ensuite éliminés au premier tour de la compétition par le futur champion, l'Italie.

### Arbitre
En plus d'avoir été joueur et entraîneur, Gould arbitre également pendant plusieurs décennies. Gould sera président de l'association des arbitres.